# Stavoren
Stavoren (fryz. Starum) – miasto w Holandii, w prowincji Fryzja w gminie Súdwest Fryslân, na wschodnim wybrzeżu zbiornika Ĳsselmeer. Liczy około 1000 mieszkańców. Prawa miejskie otrzymało w XI wieku.